# Golfe-Juan
Pour l’article homonyme, voir Golfe Juan.
Golfe-Juan est une station balnéaire française de la Côte d'Azur qui fait partie de la commune de Vallauris (Alpes-Maritimes). Elle tire son nom du golfe Juan qui la baigne. De cette localité, on a une vue sur les îles de Lérins et le cap d'Antibes. Bien que Golfe-Juan ne soit pas une commune, ses habitants possèdent le gentilé « Golfe-Juanais ».

## Présentation

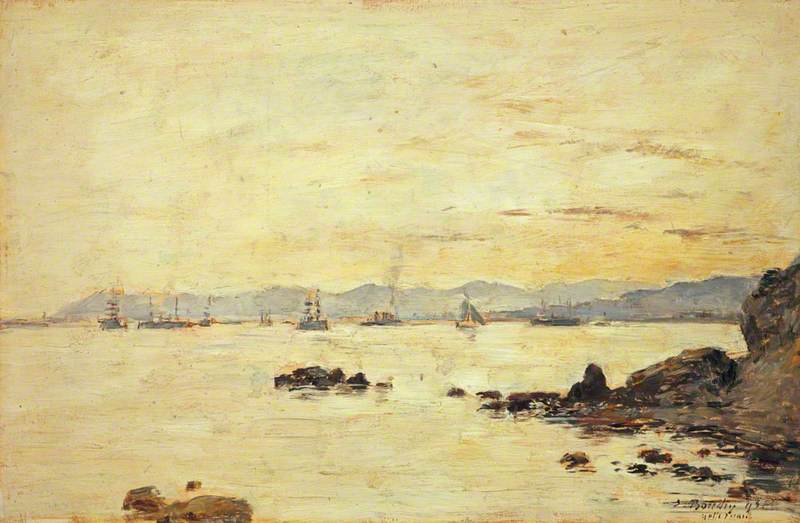
Eugène Boudin, Golfe-Juan, 1893, Édimbourg, Galerie nationale d'Écosse

Golfe-Juan fait partie des stations balnéaires encore préservées, avec une ambiance « village et familiale » et des plages de sable fin. Il y a également deux ports : le port Camille-Rayon, marina où se côtoient yachts et bateaux de plaisance, et un vieux port qui abrite les bateaux des pêcheurs, des plaisanciers et le club nautique. C’est l’un des plus grands ports de plaisance de la côte méditerranéenne avec plus de 800 anneaux. 
Golfe-Juan ne doit pas être confondu avec Juan-les-Pins, autre station balnéaire de la Côte d'Azur, et qui fait partie de la commune voisine d’Antibes. Golfe-Juan est situé entre Cannes et Antibes, à environ 5 km des deux communes, à 20 km de l'aéroport de Nice-Côte d'Azur et à 10 km de Sophia Antipolis, première et plus importante technopole de France et d'Europe. 
La localité est desservie par la gare Golfe-Juan-Vallauris, sur la ligne TER Cannes-Nice-Vintimille, par la ligne d'autobus 620 (anciennement 200) Nice-Cannes des Lignes d'Azur et par les lignes 8 et 20 du réseau Envibus.
Golfe-Juan possède un climat méditerranéen typique, où les gelées sont quasiment inexistantes, et où le soleil brille plus de 300 jours par an. De nombreux mimosas, palmiers, orangers, lauriers ornent la station balnéaire.
Des navettes en bateaux sont possibles au départ de Golfe-Juan pour l’île Sainte-Marguerite, Saint-Tropez ou encore Monaco.

## Débarquement de Napoléon en 1815

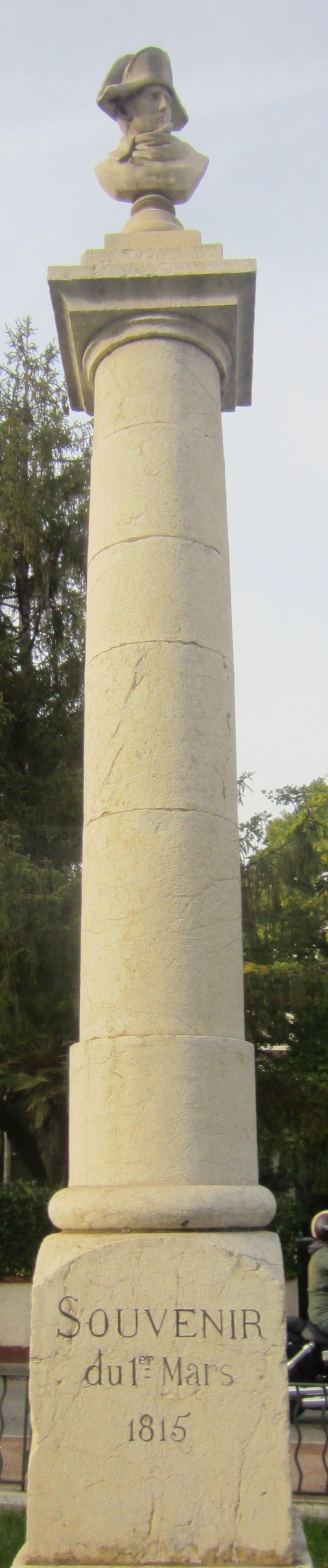
Colonne commémorative du débarquement, surmontée du buste de Napoléon Ier.

Le 1er mars 1815, Napoléon, qui s'était embarqué le 26 février à l'île d'Elbe à bord du brick l'Inconstant accompagné de six autres navires, a débarqué à Golfe-Juan, qui était alors une petite bourgade de pêcheurs.  
Le 1er mars 1815, « à une heure après midi, le convoi [de Napoléon] mouilla au golfe Jouan [sic]. Auparavant, l'empereur avait détaché dans un canot le capitaine Lamouret avec vingt grenadiers et chasseurs, un lieutenant et un tambour, pour s'assurer de la batterie rase de la Gabelle qu'il savait exister sur ce point. Ce petit ouvrage était désarmé. Les grenadiers débarquèrent sans opposition, gagnèrent la route de Cannes à Antibes et vinrent se poster en observation sur les hauteurs voisines de cette petite place de guerre. Un capitaine à la suite, nommé Bertrand, s'acheminait presque en même temps vers Antibes, vêtu d'habits civils et porteur de proclamations. [...] Pendant cette aventure, les onze cents hommes formant la petite armée impériale opéraient leur débarquement. La flottille s'approcha le plus près possible de la côte et l'on mit les chaloupes à la mer. Sans vouloir attendre le retour des embarcations, nombre de soldats gagnèrent le rivage avec de l'eau jusqu'à la ceinture. On atterrit au fond du golfe Jouan, près de la tour de la Gabelle, vieille construction d'où la batterie rase avait pris son nom. A quatre heures, il restait encore à débarquer le trésor, les bagages, les canons et les chevaux ; mais toutes les troupes avaient pris terre et s'établissaient au bivouac dans une olivette située entre la mer et la route de Cannes à Antibes. Napoléon, qui avait quitté le brick l'un des derniers, s'assit sur son fauteuil de campagne, près des feux allumés par les soldats. Son premier soin en débarquant avait été d'envoyer Cambronne à Cannes, avec quarante chasseurs et grenadiers, pour arrêter le passage de tous les courriers et réquisitionner contre argent les chevaux et les mulets qu'il pourrait trouver. [...] Après être resté assis quelques instants près du feu de bivouac, l'empereur vint sur la route et causa avec des rouliers et des paysans et avec deux soldats du 87e qui avaient déserté pour le rejoindre. On apprit ainsi que les grenadiers de Lamouret étaient retenus prisonniers dans la citadelle d'Antibes. Sur l'ordre de Napoléon, le capitaine Casabianca, officier sans troupe, puis un officier de santé nommé Muraoud partirent pour Antibes afin de les réclamer. Ils ne réussirent qu'à se faire arrêter. [...] Vers minuit, les hommes ayant nettoyé leurs armes, mangé la soupe et reçu leur solde pour quinze jours, la colonne fut formée et gagna Cannes par un magnifique clair de lune. » (Henry Houssaye, 1815 La première Restauration - Le retour de l'île d'Elbe - Les Cent Jours, Paris, Librairie académique Didier Perrin et Cie, 1893, p. 206-212.)
Napoléon commença le 1er mars 1815 à Golfe-Juan la marche par laquelle, remontant jusqu'à Paris, il reprit le pouvoir et s'installa au palais des Tuileries le soir du 20 mars 1815. Ce retour au pouvoir dura le temps des Cent-Jours.
La route Napoléon, qui suit celle que Napoléon emprunta en mars 1815 jusqu'à Grenoble, débute à Golfe-Juan : à l'angle de la rue de la Gare, une plaque indique : "Ici commence la Route NAPOLÉON."
Chaque année, la ville commémore le débarquement de l’empereur avec des reconstitutions et parades.

### Lieux et monuments
- Château de l'Horizon, XXe et XXIe siècles, appartenant à la famille royale saoudienne.
- Église Saint-Pierre, du XIXe siècle.
- Colonne commémorative du débarquement de Napoléon Ier le 1er mars 1815, élevée à une trentaine de mètres de l’endroit où Napoléon s’est assis sous un olivier. Sa première pierre a été posée le 6 mai 1815 ; elle a été abattue quelques mois plus tard, et réédifiée au XIXe siècle. Un buste de Napoléon a été ajouté au sommet de la colonne dans les années 1930.
- Théâtre de la Mer Jean Marais.
- Ports de plaisance et ses restaurants.
- Plages.
- La base nautique.
- Le château Robert.

## Galerie
| Une statue fait face à un bâtiment avec des colonnes grecques |
| Église Saint-Pierre.                                          |

|                                                               |
| Un panneau routier de Golfe-Juan en français et en provençal. |